# 埃夫尔河畔勒迈
埃夫爾河畔勒迈（法語：Le May-sur-Èvre，法語發音：[lə mɛ syʁ ɛvʁ] ⓘ）是法国曼恩-卢瓦尔省的一个市镇，属于绍莱区。

## 地理
埃夫尔河畔勒迈（47°8'7"N, 0°53'34"W）面积31.62 平方千米，位于法国卢瓦尔河地区大区曼恩-卢瓦尔省，该省份为法国西部内陆省份，大致对应安茹地区，北起顺时针与马耶讷省、萨尔特省、安德尔-卢瓦尔省、维埃纳省、德塞夫勒省、旺代省、大西洋卢瓦尔省和伊勒-维莱讷省接壤。
与埃夫尔河畔勒迈接壤的市镇（或旧市镇、城区）包括：莫日地区贝格罗勒、紹萊、圣莱热苏绍莱、特雷芒蒂讷、莫日地区博普雷欧。

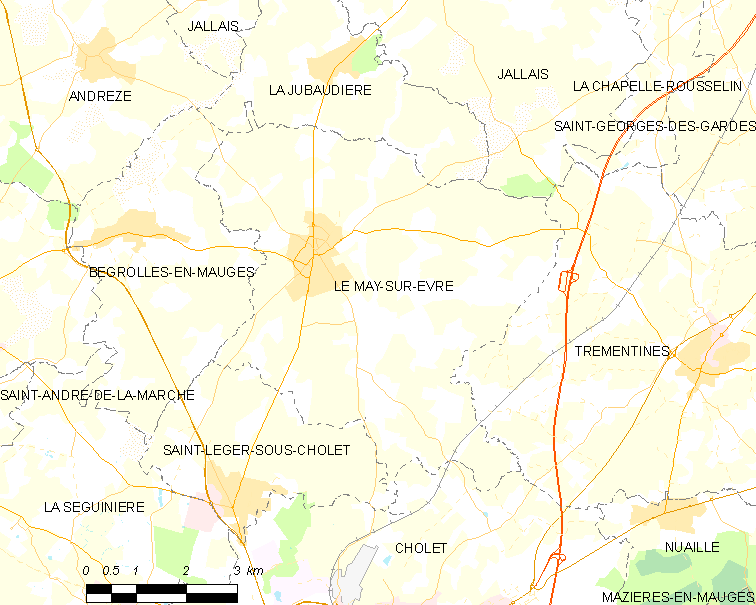
埃夫尔河畔勒迈的OSM定位图

埃夫尔河畔勒迈的时区为UTC+01:00、UTC+02:00（夏令时）。

## 行政
埃夫尔河畔勒迈的邮政编码为49122，INSEE市镇编码为49193。

## 政治
埃夫尔河畔勒迈所属的省级选区为塞夫勒穆瓦讷县。

## 人口

1962-2008年间埃夫尔河畔勒迈人口变化图示

埃夫尔河畔勒迈于2022年1月1日时的人口数量为3878人。